# Aeroportul Contador
Aeroportul Contador (IATA: PTX, ICAO: SKPI) este un aeroport din Huila⁠(d), Columbia ce deservește zona Pitalito⁠(d). Aeroportul a fost tranzitat în 2022 de 23.791 de pasageri.
Situat la o altitudine de 1.284 m, aeroportul dispune de o singură pistă.